# Distretto di Yungay
Il distretto di Yungay è un distretto del Perù nella provincia di Yungay (regione di Ancash) con 20.075 abitanti al censimento 2007 dei quali 8.449 urbani e 11.626 rurali.
È stato istituito il 28 ottobre 1904.